# Društvo hrvatskih književnika Herceg-Bosne
Društvo hrvatskih književnika Herceg-Bosne (kratica DHK HB) je osnovano na Osnivačkoj skupštini u Mostaru, 20. studenoga 1993. godine. Dobrovoljna je izvanstranačka organizacija književnika koji žive i djeluju na području Bosne i Hercegovine i književnika koji žive i djeluju izvan njenog područja, a rođeni su u njoj. Sjedište Društva hrvatskih književnika Herceg-Bosne je u Mostaru, na Trgu hrvatskih velikana, u Hrvatskom domu Herceg Stjepan Kosača. 
Zadaće DHK HB su: razvijati i afirmirati hrvatski jezik, zalagati se za raznolik i kontinuiran napredak hrvatske književnosti, poticati suvremeno književno stvaralaštvo i valorizaciju hrvatske književnosti, unapređivati i štititi slobodu književnog stvaralaštva i djelovanja, štititi književna djela i rad svojih članova, sudjelovati u pripremama donošenja zakona i propisa koji utječu na sudbinu književnog stvaralaštva, osiguravati trajan utjecaj u oblikovanju kulturne politike, osiguravati zaštitu socijalnih prava svojih članova i njihovih obitelji, osiguravati i ostvarivati javne književne tribine i druge književne priredbe, zalagati se za afirmaciju i promicanje hrvatske književnosti u svijetu, organizirati međurepubličke i međunarodne skupove, dodjeljivati književne nagrade kao poticaj književnom stvaralaštvu i javnoj afirmaciji djela članova DHK HB, objavljivati publikacije, časopise i knjige kroz nakladu DHK HB te brinuti se o pohranjivanju i čuvanju pismohrane DHK HB sukladno zakonskim propisima.
Danas mu je predsjednik Ivan Sivrić, a dopredsjednici su Željko Kocaj i Vlatko Majić.
DHK HB izdaje časopis za književnost, kulturu i društvovne teme Osvit. 
Organizira pjesničke manifestacije Humske dane poezije i Šimićeve susrete, na kojima dodjeljuje nagradu "Antun Branko Šimić".